# Béatrice Didier
Pour les articles homonymes, voir Didier.
Béatrice Didier, née le 21 décembre 1935 à La Tronche (Isère), est une critique littéraire française.

## Biographie
Béatrice Didier est professeur de littérature et directrice de collections dans l'édition. Docteur ès lettres (1965), professeur émérite à l'École normale supérieure (anciennement Sèvres), dont elle a été la directrice adjointe par intérim et où elle dirige un séminaire sur les rapports entre la littérature et la musique.
Béatrice Didier s'est spécialisée dans la littérature française des XVIIIe et XIXe siècles (en particulier Senancour, Chateaubriand, Stendhal et George Sand), et dans les écrits à caractère autobiographique.
Elle a publié et dirigé de nombreux ouvrages, et contribue à la revue Europe. Aux Presses universitaires de France, Béatrice Didier dirige les collections « Écrivains », « Écriture » et « Écrit ».
Elle est vice-présidente de la Société Chateaubriand.

## Ouvrages
- L' imaginaire chez Sénancour, Honoré Champion , 2 volumes , Paris , 1966, 1348 pages .Réédition Slatkine, 2020.Thèse pour le doctorat es lettres.Ouvrage de référence devenu un classique.
- Sade, Denoël, 1976
- Un dialogue à distance : Gide et Du Bos, 1977
- La Musique des Lumières : Diderot, l'Encyclopédie, Rousseau, PUF, 1985
- La Voix de Marianne, essai sur Marivaux, José Corti, 1987
- Le Siècle des Lumières, MA Éditions, 1987
- La Littérature de la Révolution française, PUF, coll. « Que sais-je ? », no 2418, 1988
- Histoire de la littérature française du XVIIIe siècle, Nathan, 1992  (ISBN 978-2-09-190038-4)
- Alphabet et raison. Le paradoxe des dictionnaires au XVIIIe siècle, PUF, « Écriture », 1996
- Choderlos de Laclos, Les Liaisons Dangereuses: Pastiche et ironie, Editions du temps, 1998
- George Sand écrivain : un grand fleuve d'Amérique, PUF, 1998
- L'Écriture-femme, PUF, "Écriture", 1999
- Jean-Jacques Origas & Béatrice Didier, Dictionnaire de littérature japonaise, PUF, Quadrige, 2000
- Diderot dramaturge du vivant, PUF, "Écriture", 2001
- Dictionnaire de littérature grecque ancienne et moderne, PUF, coll. "Quadrige", sous la dir. de Béatrice Didier et Jacqueline de Romilly, 2001
- Le Journal intime, PUF, "Littératures modernes", 2002
- Stendhal et l'État (dir.), Cirvi, Turin, 2002
- Gil Blas de Lesage, Gallimard, Paris, 2002
- D’une gaîté ingénieuse : l’Histoire de Gil Blas roman de Lesage, Louvain ; Dudley, MA : Peeters, 2004.  (ISBN 978-2-87723-775-8).
- Stendhal ou la dictée du bonheur, Klincksieck, 2004
- Oberman ou le sublime négatif (dir.), Presse de l'ENS, 2006
- Chateaubriand avant le Génie du christianisme (dir.), Champion, 2006

## Distinctions
- Commandeur de l'ordre des Palmes académiques
- Commandeur de l'ordre national du Mérite[3]
- Officier de l'ordre national du Mérite
- Prix Montyon de l'Académie française (1977) pour son ouvrage Un dialogue à distance : Gide et Du Bos
- Prix d’Académie de l'Académie française (1984) pour Stendhal autobiographe
- Prix de la critique de l'Académie française (2021) pour l'ensemble de ses travaux critiques